# Mettmach
Mettmach ist eine Marktgemeinde in Oberösterreich im Bezirk Ried im Innkreis im Innviertel mit 2444 Einwohnern (Stand 1. Jänner 2025). Die Gemeinde liegt im Gerichtsbezirk Ried im Innkreis.

## Geografie
Mettmach liegt auf 464 m Höhe am Rande des Kobernaußerwaldes. Die Ausdehnung beträgt von Nord nach Süd 10,8 km, von West nach Ost 5,9 km. Die Gesamtfläche beträgt 29,5 km². 23,7 % der Fläche sind bewaldet, 67,5 % der Fläche sind landwirtschaftlich genutzt.
Durch das Gemeindegebiet verläuft auch die Mettmacher Ache, die in weiterer Folge in die Waldzeller Ache (Ach) mündet.

### Gemeindegliederung
Das Gemeindegebiet umfasst folgende Ortschaften (in Klammern Einwohnerzahl Stand 1. Jänner 2025):
- Aichet (43)
- Aigen (2)
- Arnberg (124) samt Tiefenthal
- Atzing (12)
- Berstenham (9)
- Bockenbach (24)
- Duttenberg (30)
- Gledt (60)
- Grading (14)
- Großenreith (52)
- Großweiffendorf (261)
- Gügling (37)
- Hub (58)
- Jagleck (32)
- Karlberg (4)
- Katzenberg (14)
- Kleinreith (100) samt Ried
- Kleinweiffendorf (80)
- Kriegledt (13)
- Lehen (37) samt Pfanthal
- Mairing (22)
- Mettmach (597)
- Mitterdorf (225)
- Nagsdorf (67)
- Neulendt (27)
- Neundling (116)
- Nösting (83) samt Wimpling
- Oberdorf (126)
- Scherwolling (8)
- Staxroith (13)
- Warmanstadl (154) samt Kornschlag

### Nachbargemeinden
|                                      | Kirchheim im Innkreis                       | Mehrnbach                    |
| Aspach (Bezirk Braunau)              | Kompassrose, die auf Nachbargemeinden zeigt | Lohnsburg am Kobernaußerwald |
| St. Johann am Walde (Bezirk Braunau) |                                             |                              |

## Geschichte
Die erste urkundliche Erwähnung von Mettmach findet sich in einer Schenkungsurkunde von Kaiser Konrad II. an einen Grafen Pilgrim im Mattiggau, damals wurden die Edelsitze Hub, Neundling, Weiffendorf, Mairing und Katzenberg im Ortsgebiet erwähnt. 1150 taucht der Name eines gewissen „Chuno de Metemenha“ auf, ein erster Hinweis auf den heutigen Namen des Ortes. Im 12. Jahrhundert wird auch eine Taverne im Ort erbaut, was den Ort wohl nicht als einfaches Dorf, sondern als Hofmark kennzeichnet.
Seit Gründung des Herzogtums Bayern war Mettmach bis 1779 bayrisch und kam nach dem Frieden von Teschen mit dem Innviertel (damals 'Innbaiern') zu Österreich. Während der Napoleonischen Kriege wieder kurz bayrisch, gehört Mettmach seit 1814 endgültig zu Österreich ob der Enns.
1849 wird Mettmach zu einer politischen Gemeinde, die sich aus den Steuergemeinden Mettmach, Hub, Neundling und Weiffendorf begründet, 1876 wird die Gemeinde zu einer eigenen Pfarre.
Nach dem Anschluss Österreichs an das Deutsche Reich am 13. März 1938 gehörte der Ort zum „Gau Oberdonau“. Nach 1945 erfolgte die Wiederherstellung Oberösterreichs.
Im Jahr 1960 werden auf den Fluren der Gemeinde Unter- und Oberkiefer eines Gomphotheriums gefunden.
1983 wird Mettmach schließlich zur Marktgemeinde erhoben und bekommt ein Gemeindewappen verliehen.

### Einwohnerentwicklung
Seit 1991 sinkt die Einwohnerzahl, da die Abwanderung zunimmt und die Geburtenrate zurückgeht.

## Kultur und Sehenswürdigkeiten

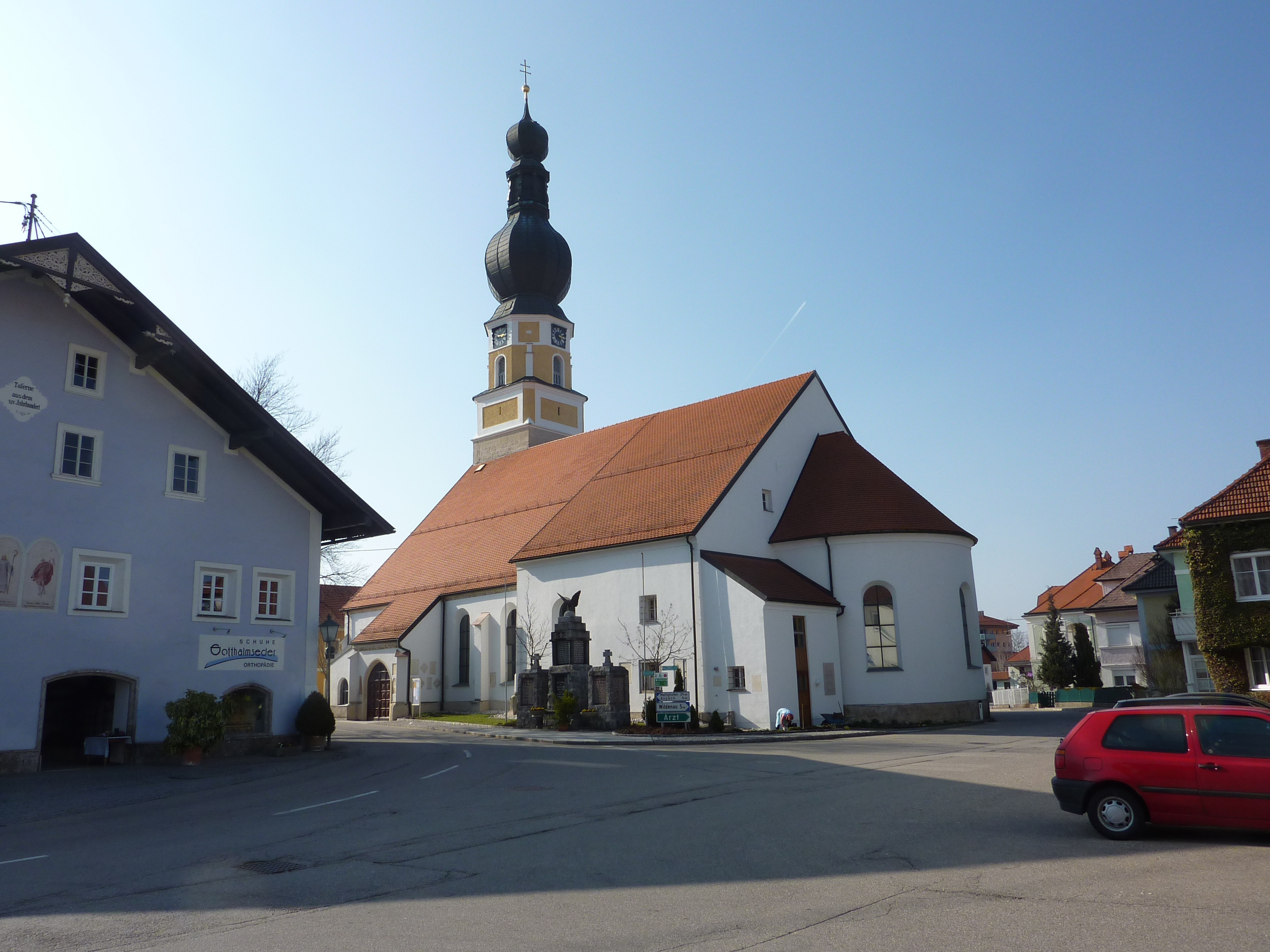
Pfarrkirche Mettmach

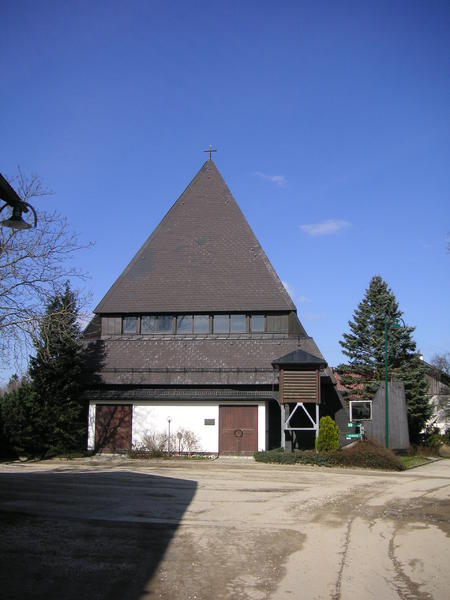
Filialkirche Arnberg

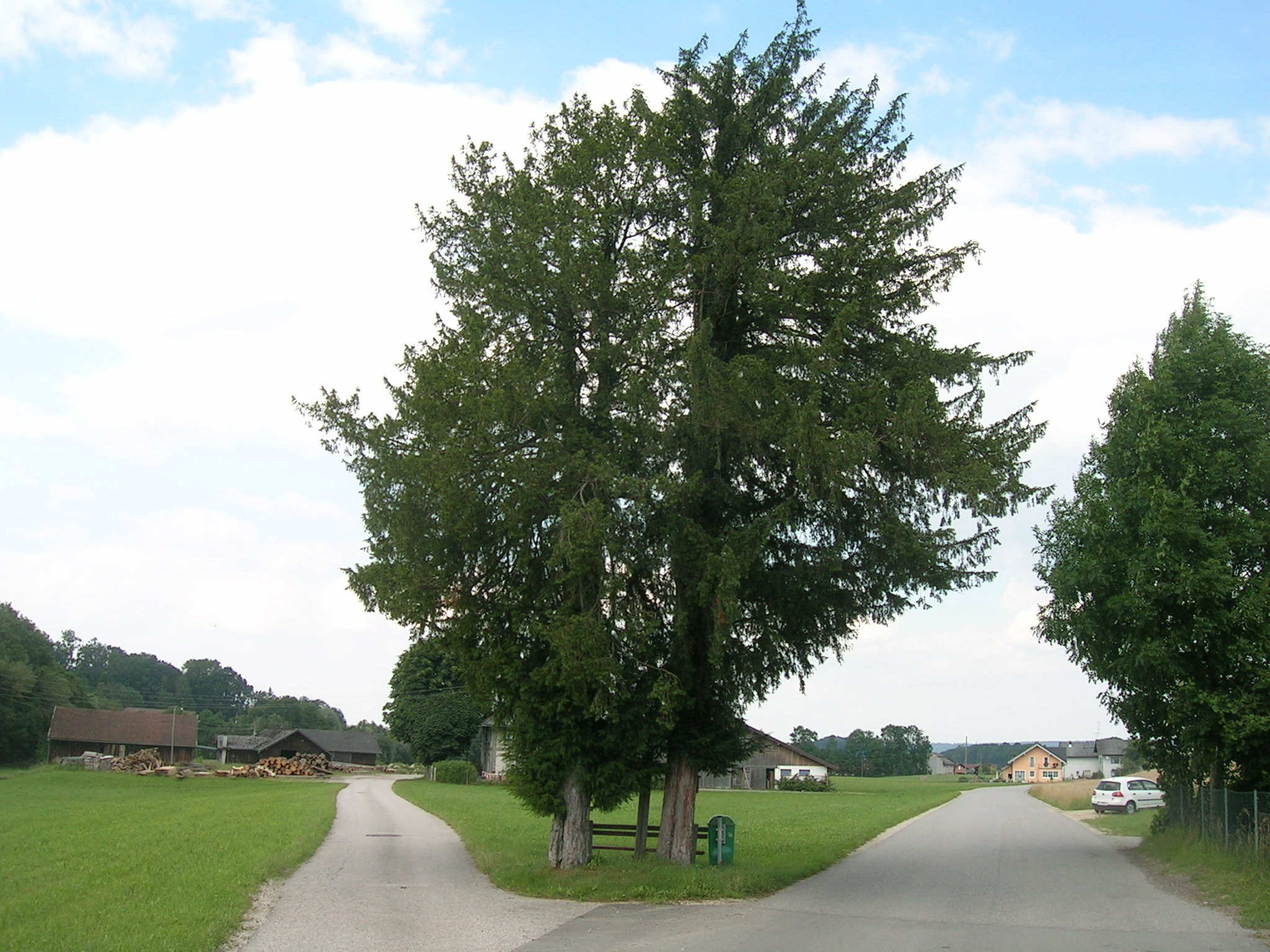
Eiben in Großweiffendorf

Marterl in Mettmach

- Pfarrkirche Mettmach
- Filialkirche Arnberg
- Feuerwehrmuseum Großenreith
- Waagenmuseum beim Gasthaus Bogner

### Musik
- Innviertler Symphonie Orchester – ISO. Das Innviertler Symphonie Orchester ist aus bis zu 140 jungen Musikern aus verschiedenen Ländern zusammengesetzt. Veranstaltungen sind das Neujahrskonzert und ein Sommerkonzert jeweils in Mettmach und Ried im Innkreis.
- Marktmusikkapelle Mettmach – MMKM: Die Marktmusikkapelle der Gemeinde Mettmach ist bereits seit Jahrzehnten ein wichtiger kultureller Bestandteil. Rund 50 Musiker gestalten diverse Festivitäten, unter anderem ein Frühjahrskonzert, und finden beim Publikum großen Anklang.
- A-cappella-Chor

### Naturdenkmäler
- Zwei Europäische Eiben stehen an der Sägewerkseinfahrt in Großweiffendorf.
- Bergulme und Efeu befinden sich im Garten eines Hauses in der Gartenstraße.
- Die sog. Schlosslinde (Winterlinde) steht rund 30 m östlich vom Schloss Hub.[4]

### Sport
- UTTC Mettmach – Landesligist Tischtennis
- UFC Mettmach
- ÖTB Turnverein Mettmach-Neundling 1908
- UNION Mettmach – Stockschützen
- Plattenwerferverein – Mettmach

### Freizeit
- Durch das Gemeindegebiet von Mettmach verläuft der Römer-Radweg Inn – Attersee.[5]
- 2013 wurde ein neues Wanderwegenetz, der sog. Bewegungsarena Mettmach angelegt. Auf einer Länge von rund 80 km kann man das Gemeindegebiet von Mettmach erkunden.[6]
- Im Winter wird – von Großweiffendorf ausgehend – eine Langlaufloipe im klassischen Stil mit einer Länge von rund 13 km gespurt.

### Regelmäßige Veranstaltungen
- Passionsspiele Mettmach: Bekannt ist der Ort überregional vor allem durch die Passionsspiele Mettmach – dem einzigen Passionsspielort in Oberösterreich. Gegründet wurde diese Theatergemeinschaft 1947 von den Kriegsheimkehrern Georg Vorhauer, Ernst Stranzinger und Josef Hager. Zu Beginn spielte man diverse Stücke u. a. Bauern Jedermann und Franzl. 1950 wurden auf Anraten des hiesigen Pfarrers die ersten Passionsspiele in Mettmach aufgeführt. Seit dieser Zeit werden abwechselnd Volksstücke und die Passionsspiele aufgeführt. Gespielt wird in einer Theaterhalle (umgebauter Getreidespeicher), in der 600 Personen Platz finden.[7]
- Kultur in Mettmach – KIMM: Großer Beliebtheit erfreuen sich die Veranstaltungen des neuen Kulturvereins in Mettmach, welcher regelmäßig anspruchsvolle Kabaretts nach Mettmach bringt.

## Wirtschaft und Infrastruktur

### Öffentliche Einrichtungen
- Zu den erwähnenswerten öffentlichen Einrichtungen zählt die Bücherei Mettmach. Hier ist es möglich, gegen eine geringe Gebühr Bücher zu entlehnen.
- Das sogenannte Eltern-Kind-Zentrum, kurz EKIZ, sorgt für Freizeit-Angebote, die auf Kinder zugeschnitten sind. Für Eltern werden des Öfteren Abende mit Vorträgen und Erziehungs-Tipps veranstaltet.
- In Großweiffendorf und Mettmach befinden sich öffentliche Kinderspielplätze.
- 1964 wurde ein Freibad im Ortsteil Mitterdorf eröffnet und 1997 generalsaniert.
- Altstoffsammelzentrum

### Bildung
- Die Gemeinde betreibt einen Kindergarten mit vier Gruppen, davon sind zwei Familiengruppen (Kinder von 3–6 Jahren) und zwei alterserweiterte Gruppen
- Volksschule Mettmach (Vierklassig)
- Neue Mittelschule Mettmach
- Polytechnische Schule, die auch von Schülern aus den angrenzenden Gemeinden besucht wird
- Die Landesmusikschule Ried im Innkreis betreibt in Mettmach eine Zweigstelle (Musikschule Mettmach)

### Gesundheit und Soziales
- Der Ort verfügt über einen Gemeindearzt und einen Zahnarzt
- Vier Freiwillige Feuerwehren sind in der Gemeinde vertreten: Mettmach – Großweiffendorf – Arnberg – Neundling
- Das betreubare Wohnen in Mettmach umfasst neun Wohneinheiten und bietet für hilfsbedürftige Personen Platz
- Seit 1997 gibt es in Mettmach eine Ortsstelle des Roten Kreuzes. Diese führt den Rettungs- und Krankentransportdienst durch und organisiert die Aktion Essen auf Rädern
- Ein Kinderheim der Pro Juventute wurde 1974 in Großweiffendorf gegründet. Im Haus Sonne findet eine große Anzahl von Kindern und Jugendlichen ein neues Zuhause

## Politik
Der Gemeinderat hat 25 Mitglieder.
- Mit den Gemeinderats- und Bürgermeisterwahlen in Oberösterreich 2003 hatte der Gemeinderat folgende Verteilung: 11 ÖVP, 9 SPÖ und 5 FPÖ.
- Mit den Gemeinderats- und Bürgermeisterwahlen in Oberösterreich 2009 hatte der Gemeinderat folgende Verteilung: 12 ÖVP, 8 SPÖ und 5 FPÖ.
- Mit den Gemeinderats- und Bürgermeisterwahlen in Oberösterreich 2015 hatte der Gemeinderat folgende Verteilung: 10 ÖVP, 8 FPÖ und 7 SPÖ.
- Mit den Gemeinderats- und Bürgermeisterwahlen in Oberösterreich 2021 hat der Gemeinderat folgende Verteilung: 12 ÖVP, 9 FPÖ und 4 SPÖ.[8][9]

### Bürgermeister
- 2003–2015 Johann Katzlberger (ÖVP)
- seit 2015 Erich Gaisbauer (ÖVP)

### Wappen
Offizielle Beschreibung des Gemeindewappens: Geviert von Gold und Grün; 1 ein blauer, schräglinker Wellenbalken, 2 ein silbernes, aus dem Schildrand hervorbrechendes Rüsseltier (Gomphotherium), 3 und 4 zwei farbgewechselte, abgewendete, durch ein zusammengeknotetes Band verbundene Theatermasken, die rechte heiter, die linke ernst.
Die Gemeindefarben sind Grün-Gelb-Blau.
Während das erste Feld die für die Gemeinde namengebende Mettmacher Ache zeigt und im zweiten Feld der Kopf eines Gomphotherium an die Urgeschichte erinnert, bringen die beiden unteren, farbengewechselten Felder zwei Theatermasken als Sinnbild für die seit Jahrzehnten bekannten Mettmacher Festspiele.

## Persönlichkeiten

### Söhne und Töchter der Gemeinde
- Anton Reinthaller (1895–1958), Gutsbesitzer und Politiker (NSDAP, später FPÖ)
- Franz Kinzl (1895–1978), Militärkapellmeister, Pädagoge und Komponist (NSDAP)
- Franz Gaisbauer (1896–1949), Arbeiter und Landtagsabgeordneter
- Franz Schürer (1900–1973), Nationalratsabgeordneter (SPÖ)
- Johann Jascha (* 1942), Maler, Zeichner und Bildhauer
- Inge Maux (* 1944), Schauspielerin
- Hannes Augustin (* 1959), Biologe und Umweltaktivist

### Mit der Gemeinde verbundene Persönlichkeiten
- Papst Pius II. (1405–1464), Pfarrer des Dekanats Aspach (u. a. Mettmach) 1444–1447[11][12]
- Günter Patoczka (1956–2015), Maler und Bühnenbildner
- Anton Schott (1866–1945), Schriftsteller
- Ludwig Weinberger (1911–1966), Lehrer und Quartärforscher
- Manuel Berrer (* 1988), Liedermacher und Kabarettist